# 酷音乐亚洲盛典
酷音乐亚洲盛典 (英語：Ku Music Asian Music Awards)是中国音乐集团旗下酷狗音乐、酷我音乐连同湖北卫视举办的年度音乐奖项，合共举办了两届，2016年6月中国音乐集团并入腾讯后停办。

## 第一届得奖名单
第一届颁奖盛典于2015年4月23日在北京万事达中心举行。
- 酷音乐亚洲盛典现场人气歌手 ：张杰
- 年度最佳歌手（内地）：张杰
- 年度最佳歌手（港台）：张信哲
- 年度最受欢迎歌手（内地）： 魏晨
- 年度最受欢迎歌手（港台）：王力宏
- 年度最受期待组合：Twins
- 年度最受关注全能艺人：曹格
- 年度最具潜力唱作人：李荣浩
- 酷音乐流行榜年度音乐人：品冠
- 年度最佳演唱会：张杰
- 年度最佳专辑：李宇春
- 年度最佳EP：魏晨
- 年度突破艺人：吉克隽逸
- 年度媒体推介艺人：李荣浩
- 亚洲最受欢迎乐队：FTISLAND
- 亚洲最受欢迎组合：EXO
- 年度校园行人气歌手（内地）：张阳阳
- 年度校园行人气歌手（港台）：毕书尽
- 年度飞跃进步女歌手：黄雅莉
- 年度飞跃进步男歌手：霍尊
- 年度最佳原创歌手：许嵩
- 年度最具号召力歌手：苏醒
- 年度最受欢迎组合：至上励合
- 年度最受欢迎跨界艺人：李治廷
- 流行榜年度热搜艺人：披拉·尼迪裴善官（Mike）
- 流行榜年度新锐歌手：于湉
- 流行榜年度最热收藏：后弦
- 流行榜年度最热搜索：童可可、阿悄
- 流行榜年度最热彩铃：王麟
- 年度最受关注艺人（内地）：谭维维
- 年度最受关注艺人（海外）：郑淳元
- 年度最佳新人（内地）： UNIQ
- 年度最佳新人（港台）：曾沛慈

## 第二届得奖名单
2016年3月29日，第二届酷音乐亚洲盛典在广州国际体育演艺中心举行。
- 酷音乐亚洲盛典现场人气歌手：华晨宇
- 年度最佳歌手（内地）：张杰
- 年度最佳歌手（港台）：邓紫棋
- 年度最受欢迎歌手（内地）：魏晨
- 年度最受欢迎歌手（港台）：张信哲
- 年度最具影响力歌手：华晨宇
- 酷音乐韩流推广贡献艺人：安七炫
- 亚洲最受关注艺人：金钟国
- 亚洲最佳组合：SHINee
- 亚洲最受欢迎组合： 2PM
- 亚洲最佳歌手：陈奕迅
- 亚洲最具舞台表现力组合：Wonder Girls
- 年度最佳专辑（内地）：华晨宇《异类》
- 年度最佳专辑（港台）：邓紫棋《新的心跳》
- 年度最佳 EP： 魏晨《白日梦想家》
- 年度最佳唱作人：品冠
- 年度最佳全能艺人：欧豪
- 年度最受欢迎跨界艺人：披拉·尼迪裴善官（Mike）
- 年度最佳影视歌曲：莫文蔚 / 张杰 《一念之间》
- 年度最具商业价值歌手：严艺丹
- 年度最受欢迎唱作人：薛之谦
- 年度最佳原创歌手：汪苏泷
- 年度最受欢迎乐队：好妹妹乐队
- 年度最受关注艺人：王心凌
- 年度校园人气乐队：小爱与花儿乐队
- 年度校园人气歌手：BY2
- 最佳流行演绎歌手：欧豪
- 年度最具舞台表现力歌手：江映蓉
- 年度飞跃进步男歌手：武艺
- 年度飞跃进步女歌手：刘忻
- 年度90后人气歌手：徐浩、朱元冰
- 年度80后人气歌手：刘惜君
- 年度最具实力歌手：黄致列
- 酷音乐流行榜年度音乐人：金志文
- 星乐坊年度最具人气艺人：王青、冯建宇
- 年度电视音乐金曲艺人：薛之谦
- 年度最佳新人：苏运莹
- 年度最佳运动歌单：汪苏泷
- 年度最具商业价值词曲：刘佳
- 酷音乐年度荣誉歌手：陈洁仪
- 酷音乐流行榜年度新锐歌手：张阳阳
- 酷音乐流行榜年度最热收藏：刘思涵《走在冷风中》
- 酷音乐流行榜年度最热彩铃：S.I.N.G女团
- 酷音乐流行榜最热飙升金曲：庄心妍